# Omar Amiralay
Omar Amiralay (Damasco, 20 ottobre 1944 – Damasco, 5 febbraio 2011) è stato un regista siriano con cittadinanza libanese.

## Biografia
Vive tra Parigi, Damasco e Beirut. Nel 1966 inizia a studiare teatro a Parigi, due anni dopo viene ammesso al prestigioso Institut des hautes études cinématographiques. Tra il 1970 e il 2003 gira più di quindici documentari.

## Filmografia
- Film Essay on the Euphrates Dam (1970)
- Everyday Life in a Syrian Village (1975)
- The Chickens (1977)
- On a Revolution (1978)
- The Misfortunes of Some... (1981)
- A Scent of Paradise (1982)
- Love Aborted (1983)
- Video on Sand (1984)
- The Intimate Enemy (1986)
- The Lady of Shibam (1988)
- East of Eden (1988)
- For the Attention of Madame the Prime Minister Benazir Bhutto (1990)
- Light and Shadows (1994)
- The Master (1995)
- On a Day of Ordinary Violence, My Friend Michel Seurat... (1996)
- There Are So Many Things Still to Say (1997)
- A Plate of Sardines (1997)
- The Man with the Golden Soles (1999)
- A Flood in Baath Country (2003)